# Casa Domènech (Vic)
La Casa Domènech és una obra modernista de Vic (Osona) protegida com a Bé Cultural d'Interès Local.

## Descripció

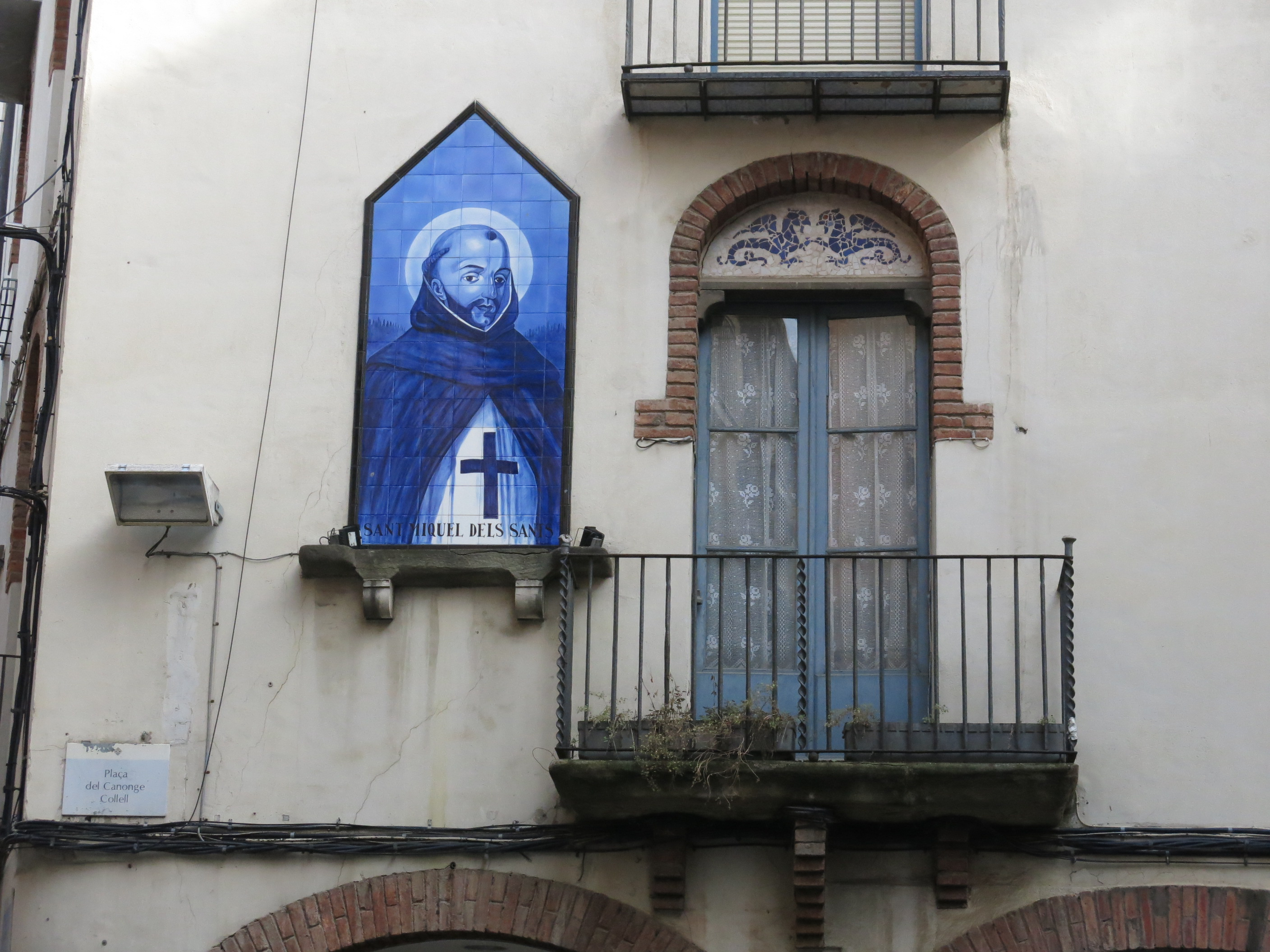
Plafó ceràmic de sant Miquel dels Sants i balcó de la plaça del Canonge Collell

Edifici civil. Casa de dos pisos, els baixos de la qual són destinats a establiments comercials. Està situada en el xamfrà plaça del Canonge Collell - plaça del Paradís i consta de planta baixa la qual és porticada formant arcs convexos en els quals instal·lats modernes vitrines, que són de totxo vermell i n'hi ha tres en un costat i quatre a l'altre i presenten diverses mides. Consta de planta baixa, tres pisos i golfes. Al primer i al segon pis s'hi obren arcs de mig punt als balcons, arcs que són allindats i presenten decoracions de mosaics amb formes d'animals (dos dracs encarats). El mur de les golfes és de totxo vist i a la part de la plaça de les Garses, que és com es coneix popularment la plaça del Canonge Collell, s'hi obren galeries sostingudes per columnetes d'ampli basament. En aquesta mateixa façana hi ha un mosaic amb el bust de Sant Miquel dels Sants.

## Història
Aquesta casa presenta una concepció estètica modernista amb alguns elements d'influència oriental com són les arcades de la planta baixa. L'edificació presenta una àmplia varietat de materials de constructius com caracteritzava les construccions de l'època. Fou edificat a principis del segle xx. La façana duu la data de 1914 per l'arquitecte Lluís G. Illa i Casny, autor de diverses edificacions, però del qual no hem sabut trobar cap notícia biogràfica.
Actualment els baixos de la casa s'han destinat a una sabateria, fet que ha produït un canvi de nom i la gent coneix la casa per Can Serrallonga.